# Diferintegral
Em cálculo fracional, na área de matemática aplicada, a diferintegral é um operador combinado de diferenciação/integração. Aplicada a uma função ƒ, a diferintegral q de f, aqui notada por
{\displaystyle \mathbb {D} ^{q}f}
é a derivada fracional (se q>0) ou integral fracional (se q<0). No contexto da integração e diferenciação fracional, existem diversas definições legítimas de diferintegral.